# ChileJet
ChileJet es una compañía aérea chilena establecida en 2014 para servir vuelos no regulares (chárter). Es una compañía con capitales ingleses.
Su director y gerente General es José Manuel Rebolledo. Tiene su centro de operaciones establecido en el Aeropuerto Internacional Arturo Merino Benítez en Santiago de Chile.

## Historia
Durante el 2014 se llevó a cabo el proceso para la obtención del certificado de operador de servicios aéreos ante la DGAC, el que culminó el 7 de enero de 2015.
A inicios de 2015, la aerolínea poseía 1 avión y 3 destinos, junto con unos simuladores de vuelos de la difunta aerolínea Pan Am en Miami que han sido aprobadas por la DGAC, donde se realiza el entrenamiento de la tripulación de la empresa.

## Destinos
Inicialmente comenzarán las operaciones chárter desde:
 Chile
- Santiago de Chile - Aeropuerto Internacional Arturo Merino Benítez
- Antofagasta - Aeropuerto Nacional Andrés Sabella Gálvez
- Calama - Aeropuerto Internacional El Loa

## Flota
- 1 Boeing 737-3G7 (CC-ADZ)

(Operado por Latin American Wings)